# Epitaaf van Isaac Sweers
De epitaaf van Isaac Sweers  is een 17e-eeuws gedenkteken in de Oude Kerk in Amsterdam.

## Achtergrond
Isaac Sweers (1622-1673) was een admiraal in de Verenigde Nederlanden. Sweers sneuvelde bij de Slag bij Kijkduin. Hij werd begraven in de Elisabeth Gavenkapel in de Oude Kerk, op de zerk is het alliantiewapen van Sweers en zijn vrouw Constantia Blommaert (1626-1694) te zien. In opdracht van de Admiraliteit van Amsterdam werd een epitaaf gemaakt door Rombout Verhulst, die een plaats kreeg boven het graf van Sweers. De marmeren epitaaf kwam in 1675 gereed.

## Beschrijving
Bovenaan de epitaaf is een gevleugeld kinderkopje afgebeeld, met daaronder het wapen van de Zeven Verenigde Provinciën met de Generaliteitsleeuw, onder een keizerskroon, en het wapen van Oranje-Nassau. Daaronder staat het borstbeeld van Isaac Sweers. Onder het Latijnse grafschrift staat Sweers' wapen, dat gekroond is met een scheepskroon. Daaronder is een reliëf uitgehouwen dat de Slag bij Kijkduin verbeeldt.
Inscriptie
De epitaaf wordt grotendeels ingenomen door een inscriptie die de daden van Isaac Sweers verheerlijkt. Zo wordt er vermeld dat hij van goede afkomst was, dat hij een goede opvoeding had gekregen en dat hij in West-Indië voor het eerst te maken kreeg met oorlog te land en ter zee. De epitaaf vermeldt ook dat hij snel door de rangen steeg en vocht tegen de Barbarijse zeerovers op de Middellandse Zee. Hij werd vice-admiraal en stierf in de Slag bij Kijkduin tegen de Engelsen en Fransen door een kanonskogel.

## Afbeeldingen

De epitaaf in Bizot: Medalische historie der republyk van Holland, 1690.
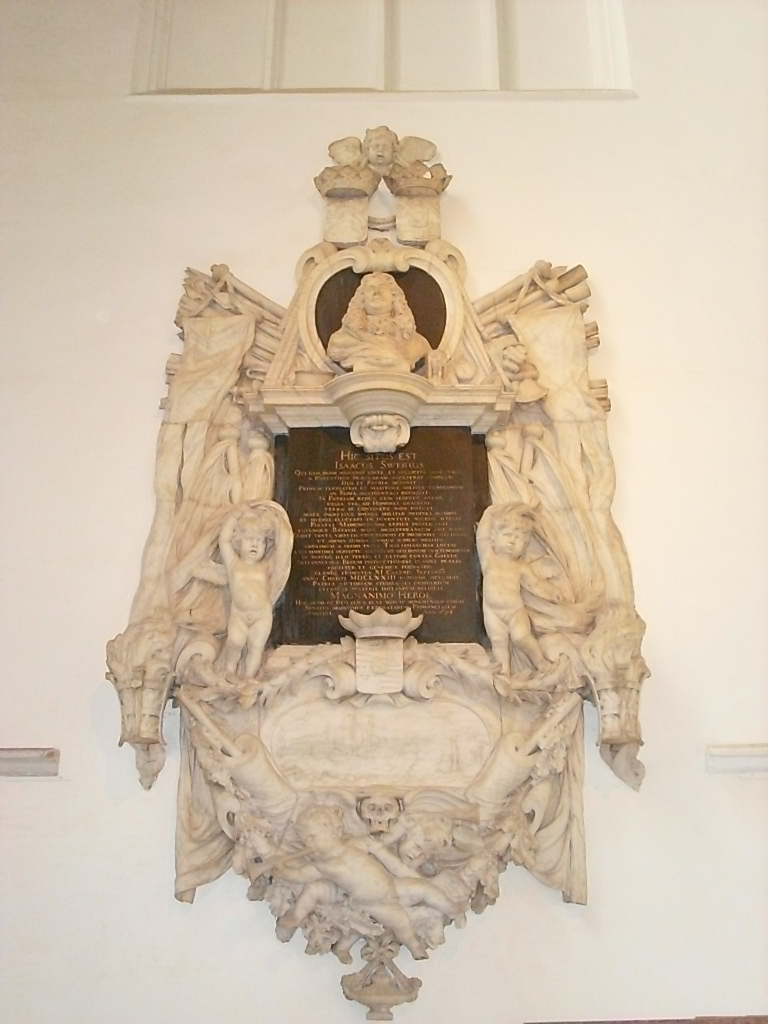
De epitaaf in 2013